# SpeedTree
SpeedTree is middleware voor een game engine waarmee bomen en planten realtime procedureel gegenereerd kunnen worden. Het is geschreven in C++ en het is ontwikkeld door Interactive Data Visualization (IDV).
SpeedTree bestaat uit vier componenten:
- SpeedTreeCAD (CAD staat voor computer-aided design): een Windows-programma waarmee bomen en planten gemodelleerd kunnen worden
- SpeedTreeRT (RT staat voor realtime): de bibliotheek die ingebouwd kan worden in applicaties
- SpeedTreeMAX, SpeedTreeMAYA, SpeedTreeVIZ: plugins voor respectievelijk 3D Studio Max, Maya en Autodesk VIZ
- SpeedTree Model Library: een collectie van boom- en plantsoorten in allerlei soorten en maten